# Yale (Michigan)
Pour les articles homonymes, voir Yale (homonymie).
Yale est une ville du comté de Saint Clair, dans l'État du Michigan, aux États-Unis. En 2020, sa population était de 1 903 habitants.